# Bandera de Senterada
La bandera oficial de Senterada té la descripció següent:
Bandera apaïsada, de proporcions dos d'alt per tres de llarg, vermella, amb un cantó quadrat groc d'alçària 1/2 de la del drap, carregat amb el moltó dret vermell encollarat, clarinat i ungulat de blau clar d'alçària 13/20 de la del drap i amplària 13/90 de la llargària del mateix drap, al centre, i amb les tres palles grogues de l'escut, cadascuna de gruix 1/15 de la llargària del drap i separades per espais d'1/9 de la mateixa llargària, posades en banda al centre, la del mig de llargària 31/45 de la del drap, a 1/45 del cantó, la de dalt, de la mateixa llargària, a 2/45, i la de baix, de llargària 4/9 a 1/10 de l'alçària.
Va ser aprovada el 17 de març de 2006 i publicada en el DOGC el 3 d'abril del mateix any amb el número 4606. Està basada en l'escut heràldic de la localitat.